# Kaur Kuslap
Kaur Kuslap (ur. 26 stycznia 1990 r. w Viljandi) – estoński wioślarz.

## Osiągnięcia
- Mistrzostwa Świata Juniorów – Brandenburg 2005 – czwórka podwójna – 19. miejsce[1].
- Mistrzostwa Świata Juniorów – Linz 2008 – jedynka – 8. miejsce[1].
- Mistrzostwa Świata U-23 – Račice 2009 – ósemka – 6. miejsce[1].
- Mistrzostwa Świata U-23 – Brześć 2010 – ósemka – 7. miejsce[1].
- Mistrzostwa Europy – Montemor-o-Velho 2010 – ósemka – 8. miejsce[1].